# 新·奥特曼
《新·奥特曼》（日语：シン・ウルトラマン）是由圆谷制作、东宝和Khara联合制作的日本特摄英雄电影，為庵野秀明企划的「新·日本英雄宇宙」系列的第3部電影作品。这是一部将1966年的特摄电视剧《奥特曼》於现代重新詮釋的“重启”电影，并藉以庆祝超人力霸王系列55周年，而本片的片名标準字設計中以類似1966年原作的方式，标示出“空想特摄电影”（日语：空想特撮映画）。
制作人员包括制作《新·哥斯拉》（2016）的制作团队，由庵野秀明企划和编剧、樋口真嗣执导。并由齋藤工、长泽雅美、西岛秀俊主演。宣傳文案為「你就这么喜欢人类吗？奥特曼。」和「空想與浪漫。以及、友情。」。
本片获得了国际影评人的总体正面评价，对其角色刻画、剪辑、摄影、视觉效果、音乐给予了好评，但对其结构和主题表示批评，該片獲得第46屆日本電影學院獎提名，包括年度影片和年度導演在內的八項提名，並獲得其中三項。2023年，本片獲得日本第54屆「星雲賞」的電影戲劇部門・媒體部門獎。

## 劇情大綱
巨大不明生物禍威獸（禍威獣）接連於日本列島出現，牠們的存在已經變成日本的日常生活。自衛隊的一般武器完全無法應付，到達極限的日本政府防災廳，召集了禍威獸對策的專家，設立「禍威獸特設對策室」，簡稱禍特對（禍特対、SSSP）。一日，禍特對前往首都圏郊外，針對被稱為「涅羅剛」的7號禍威獸進行對策任務，就在此時，一位來自天空的銀色巨型外星人現身，並當場利用宇宙元素133的能量所發射出強力的光波熱線將涅羅剛消滅。另一方面，當巨人飛來時，禍特對成員神永新二正在救護一名未能逃走的孩子，但在保護孩子免受衝擊時身亡。外星人在看到神永的自我犧牲後對人類產生興趣，並與神永合體。外星人根據需要使用「貝塔膠囊」變回神永，藉此作為禍特對的一員以此理解人類。隨後，外星人在對策8號禍威獸加博拉的任務中擊退了對方，禍特對透過考慮到人類的戰術分析，以及巨人離開時的一瞥推測：「巨大人型生物：超人力霸王（暫定）」是一個可以溝通的智慧生命體。
隨著超人力霸王的存在被公眾知曉，與日本政府接觸的外星人札拉布意圖利用宇宙文明的超高科技簽訂不平等條約，但其真正目的在於讓人類進入內戰狀態並自我毀滅。札拉布察覺到神永＝超人力霸王的干涉後，將其綁架並監禁，並向全世界泄露超人力霸王的真實身份是神永。此外，札拉布還偽裝成偽冒超人力霸王進行破壞行為，提議日本政府消滅超人力霸王。然而當淺見弘子察覺並救出的神永後，並在夜晚的六本木高空擊敗了札拉布。然而，因為身份暴露，神永在人類社會中失去了立足之地。
新接觸日本政府的外星人梅菲拉斯試圖透過貝塔系統對人類進行獨占管理，將其用作強大的生物武器。他捉住了淺見，並將其在丸之內巨大化作為貝塔系統的展示，並提議利用貝塔系統將人類巨大化，以此進行自衛來抵禦敵對外星人的入侵。他隨後日本政府達成一項密約，允許日本政府使用貝塔系統，作為回報，日本政府將認可他作為人類的上位存在。同時，梅菲拉斯與神永接觸，並揭示禍威獸的存在是被遺留在地球上被喚醒的生物武器，他自己放出這些禍威獸的目的是為了引誘超人力霸王。梅菲拉斯提議與超人力霸王在地球上合作，但神永拒絕外星人干涉地球文明，並在禍特對的協助下突襲貝塔系統的交接現場。梅菲拉斯在與超人力霸王的戰鬥中佔據上風，但當來自光之星的新使者到來時，他意識到地球的命運，於是收回貝塔系統並撤退。
從光之星到達的新使者佐非告知超人力霸王，由於超人力霸王與神永融合後，人類可以被轉化為生物武器的消息在宇宙中傳開，因此人類被視為危險的存在，將被消滅。他部署了用於摧毀天體的最終武器「傑頓」在地球的衛星軌道上，將連同地球和太陽系一起摧毀。神永向所有禍特對的成員告知傑頓的存在，並獨自一人挑戰傑頓，但他卻在傑頓強勁的武器系統中遭到擊敗，恢復神永的樣子並暫時昏迷。超人力霸王的敗退使政府人員陷入絕望，但發現神永留下的USB存儲器中記載了貝塔系統的基礎原理後。禍特對的滝明久召集世界各地的科學家，利用貝塔系統開發出一個計劃，通過製造次元裂縫將傑頓送往異次元。然而，這項計劃執行者也有被送往異次元的高風險，禍特對隊長田村君男對此猶豫不決，但甦醒的神永不畏懼自我犧牲，優先保護人類接受計劃。這場計劃最終成功執行，然而超人力霸王無法從次元裂縫中脫逃，最終被送往異次元。
在異次元漂流的超人力霸王面前，沿著他「想活下去」的意願，佐非出現了，佐非告知超人力霸王自己已經承認了人類的智慧和努力，決定停止殲滅人類。他試圖帶超人力霸王返回光之星，但超人力霸王對人類的未來感到擔憂，拒絕了佐非的提議，並請求將自己的生命賦予神永。佐非理解了他的意願，將超人力霸王和神永分離。下一刻，神永在禍特對的同伴們的迎接下醒來了。

## 登場角色

### 禍威獸特設對策室
通稱「禍特對（カトクタイ）」，本作登場的人類方組織，是日本政府公開意見募集，目的是對抗在日本接連出現的巨型未知生物「禍威獸」，而從民間和各部委機構中選拔5名精英，在災區進行戰略規劃和現狀分析，以對付禍威獸的對策專家者所成立的組織，全名「禍威獸特設對策室專從班」。

和「禍威獣」一樣，其日文發音與《超人力霸王》登場的「科特隊（科學特別捜查隊）」對應。（Science Special Investigation Corps） ，英文名稱為“S-Class Species Suppression Protocol (enforcement unit)，英文縮寫為「SSSP」，與科學特捜隊相同。

神永新二（かみなが しんじ）
飾演：齋藤工
配音：蘇振威（台灣）、励达/张原铭（中国大陆）
本作品的男主角。出生於1986年7月17日。血型A型。36歲。
超人力霸王的變身者，「禍特隊」戰略規劃官，警視廳公安部出身，警銜为警視正。
個性沉默寡言，不善與人相處，有時還會獨自行動。原本在涅羅剛出現後，因發現沒有避難的小孩而前往救人，在超人力霸王降落地面造成的衝擊被中重石砸中而死亡。但在超人力霸王決定與其融合後保住生命，但意識部分則多由超人力霸王所主導，並藉此開始探究地球人。
於劇情最後被超人力霸王在離開地球前予以復活，獲得重生，神永本人的意識也得以完全回復。
浅見弘子（あさみ ひろこ）
飾演者：長澤雅美
配音：鄭可欣（台灣）、黄莹/黄莺（中国大陆）
本作品的女主角。出生於1988年9月29日。血型B型。34歲。
原為「二之四」（公安調查廳調查第二部第四部門）分析官上席調査官，為調查奥特曼而由公安調査廳派遣擔任分析官，於禍特對當中與神永搭檔行動，是位性格樂觀、正向且積極的女子。喜歡透過拍打自己或別人的臀部藉以加油打氣。
在神永＝超人力霸王之事曝光後，無意中在自己公事包裡發現神永所留下的紙袋，內有貝塔膠囊（實際上是神永蓄意託付），並透過神永的前同僚加賀美提供線索，而找出被札拉布綁架的他，質問「你到底是人類，還是外星人？」，得到對方「兩者皆是」的回覆後交出貝塔膠囊，請求對方打倒札拉布所喬裝的冒牌超人力霸王。
之後被外星人第0號美菲拉斯利用巨大化，雖然對方為表示善意，而刪去外界對自己巨大化的所有新聞消息，淺見本人則為此事尷尬不已；在發現美菲拉斯的陰謀後，藉自己身上殘留的貝塔物質找出次元裝置令其失敗。
瀧明久（たき あきひさ）
飾演者：有岡大貴（Hey! Say! JUMP）
配音：莊汶錡（台灣）、王心语/尹立泽、韩家伦（中国大陆）
非粒子物理學者，城北大學理學研究科非粒子物理學專家。
他是成員中唯一一位從研究機構約聘借調的學者，主要從科學的角度提出對針對禍威獸的對策。即使在緊張的情況下也經常開玩笑，不過當遇到自身無法理解且無法對應的措施時則會立即放棄，但依然有非常積極的一面。
在積頓即將毀滅地球之際，一度曾對於自己的無能為力大感挫折消沉。但在船緣的提點之下，發現神永（超人力霸王）所留下的隨身碟資料並獲得提示，並藉此找出了將積頓打入異次元方法的突破口。
曾被弘子被形容為「宅男」，在辦公室裡放置了包括《MJ萬能號》、《雷鳥神機隊》及《星艦迷航記》等1960年代電視特攝影集的劇中載具模型。
船緣由美（ふなべり ゆみ）
飾演者：早見朱莉
配音：巫玉羚（台灣）、唐钰/山新（中国大陆）
汎用生物學者，文部科學省出身，禍特對在弘子加入前唯一的女性成員，已婚。
性格較為天然、活躍，偶而也有強硬的一面，偶爾會沉浸在表達自己的想法中，並以生物學的角度提出針對禍威獸的對策，此外相當健談，說話語速很快，有時在詞彙中會夾雜英語。儘管是生物學家，但不擅長面對蒼蠅等昆蟲。
出乎意料地抗壓性低（根據片中淺見的說法），其解決辦法則是吃很多甜食。
田村君男（たむら きみお）
飾演者：西島秀俊
配音：陳進益（台灣）、励达/凌云（中国大陆）
班長，防衛省防衛政策室出身，已婚。
性格堅定，當禍威獸出現，時則會帶領禍特對成員前往現場的前線指揮官。對於任何危害地球或人類的事物，都堅定保持對抗的態度。
宗像龍彦（たむら きみお）
飾演者：田中哲司
配音：孫誠（台灣）、宁冀荣/汤水雨（中国大陆）
「禍特對」室長。在禍特對執行任務時，負責向政府高層及外國方面擔當折衝工作。
具有冷靜和沉著的個性，在通常情況下不會前往現場，均透過電話向禍特對成員下達指令，在淺見弘子遭到美菲拉斯以貝塔系統巨大化的事件發生後，曾佩戴徽章親自前往現場勘查狀況。與其他成員不同，擁有專屬辦公室。

### 日本政府
小室肇（こむろ はじめ）
飾演者：岩松了
配音：王俊博（台灣）
防災大臣
大隈泰司（おおくま たいし）
飾演者：嶋田久作
配音：袁光麟（台灣）、任景行（中国大陆）
內閣總理大臣。
狩場邦彦（かりば くにひこ）
飾演者：益岡徹
防衛大臣。
中西誠一（なかにし せいいち）
飾演者：山崎一
外務大臣。
政府人士 (政府の男)
飾演者：竹野內豐
配音：何志威（台灣）、张杰（中国大陆）
在慶祝和梅菲拉斯建立合作關係的典禮出席，禍特對和超人力霸王藉弘子身上殘留下的貝塔物質搶去次空間貝塔裝置，導致合作關係告吹後被回復外星人原貌的梅菲拉斯對視，後者巨大化時露出無奈合作關係告吹的眼神。在傑頓出現後，也曾意圖強行將前來禍特對向成員告知狀況的神永帶走，並不惜以禍特對成員的生命安全相脅，卻被神永宣示不惜在傑頓之前先毀滅人類，因而自知情勢不利而決定撤手。
內閣官房長官 (内閣官房長官)
飾演者：堀內正美
首相輔佐官 (首相補佐官)
飾演者：利重剛
配音：李香生（台灣）

### 其他
早坂（はやさか）
飾演者：長塚圭史
配音：張皓爲（台灣）
陸自戰鬥團長。
加賀美
飾演者：和田聰宏
配音：李世揚（台灣）、陈思宇（中国大陆）
警察廳警備局公安課探員。神永的前同僚，在札拉布事件中協助神永留下線索，使淺見弘子得以發現神永遭到札拉布軟禁的所在地點。

### 外星人
奥特曼
配音：高橋一生
配音：鍾少庭（台灣）、皇贞季（中国大陆）
来自光之星的银色巨人，由於在降落地球當時的高速衝擊，造成正前往救人的神永新二意外死亡，在發現此事後對於神永為他人犧牲的舉動感到好奇，於是決定以与神永融合的方式保全他的生命。在本片中「超人力霸王」（ULTRAMAN）此一名稱，純粹為日本政府採用的官方稱呼，本名為「利琵亞」（／Lipiah）。
身體由地球上並不存在的超重元素「宇宙元素133」（スペシウム133）所構成，亦為其能量的來源。
於劇情最後，因為佐非堅持超人力霸王必須為违规与人类融合之事負起完全的責任，於是超人力霸王在請求對方把自己的生命全部交給神永後，身体被佐非带回光之星。
札拉布（ザラブ）
配音：津田健次郎
配音：吳文民（台灣）、张磊（中国大陆）
本作登场的外星人，聲稱以外星人第2號身份和日本政府簽署和平條約而來到地球，事實上想消滅地球文明。
原本想說服神永（超人力霸王）與自己合作消滅地球人但遭到拒絕，於是設計將神永綁架，並將他是超人力霸王的變身者之事公諸於世。後與原作一样变化形象成为假奥特曼與本尊對決，期間被迫露出原形後企圖脫逃，最後被奥特曼以斷裂光輪砍成兩半擊爆身亡。
梅菲拉斯（メフィラス）
飾演者：山本耕史
配音：柳超堅（台灣）、张欣（中国大陆）
本作登场的外星人，特命全權大使外星人第0號的地球人形態，愛說的口頭禪為「我喜歡這句話」（私の好きな言葉です）。
利用浅见弘子进行次元装置贝塔系统的实验将其巨大化，為了對日本政府高層表示友好，再度使用貝塔系統把弘子恢復原本尺寸。
和札拉布一樣，想與使用了神永身份的超人力霸王合作，但因兩者之間對地球人的看法出現歧見，以及梅菲拉斯事實上想利用巨大化的人類當作生化武器而告吹，後來在陰謀遭識破之後變回外星人原形，與超人力霸王對戰並呈現優勢。但在發現佐非突然現身後，於評估局勢之下得知地球的命運，因而並未與超人力霸王分出勝負，於取回貝塔裝備後即告撤退。
佐非
配音：山寺宏一；
配音：宋克軍（台灣）、任景行（中国大陆）
光之星的恒星观察员。體色以黑色及金色構成，臉部CG模組是以超人力霸王傑克的現存當年拍攝用面具做3D掃描，頭冠部分則與超人力霸王不同為全黑。由于超人力霸王违规与人类融合，且梅菲拉斯已验证地球人类得以巨大化的可能性，光之星认为人类有被用作生物兵器破坏宇宙平衡的风险，佐非传达光之星的意志，意图以傑顿肃清地球。但依然在乎為了保護地球而被吸入蟲洞的利琵亞，靠其求生的意志尋獲並將之救出，同時也放棄毀滅人類的方案。
對於超人力霸王在得知自己不能長久待在地球後，而提出犧牲自己以復活神永的請求感到不解，但在聽到對方對地球人的評價後表示接受。

## 主要演员名单
- 神永新二 - 齋藤工
- 浅見弘子 - 長澤雅美
- 滝明久 - 有岡大貴（Hey! Say! JUMP）
- 船緣由美 - 早見朱莉[29]
- 田村君男 - 西島秀俊[2][33]
- 宗像龍彦 - 田中哲司[29]
- 梅菲拉斯 - 山本耕史[29]
- 小室肇 - 岩松了[29]
- 早坂 - 長塚圭史（日语：長塚圭史）[29]
- 大隈泰司 - 嶋田久作（日语：嶋田久作）[29]
- 首相輔佐官 - 利重剛（日语：利重剛）
- 狩場邦彦 - 益岡徹（日语：益岡徹）[29]
- 中西誠一 - 山崎一（日语：山崎一）[29]
- 加賀美 - 和田聰宏（日语：和田聰宏）[29]
- 内閣官房長官 - 堀內正美（日语：堀内正美）
- 政府官員 - 竹野內豐
- 小林勝也（日语：小林勝也）
- 喜多島文哉（警察廳長官） - 塚本幸男
- 鵜飼勝秀（內閣情報官）- 赤堀雅秋（日语：赤堀雅秋）
- 庭野健吾（公安調查廳長官） - 吉田紀之（日语：ヨシダ朝）
- 久松信美（日语：久松信美）
- 國本鍾建（日语：國本鍾建）
- キンタカオ
- 橫田榮司（日语：横田栄司）
- 大場泰正（日语：大場泰正）
- 屋敷絋子（日语：屋敷絋子）
- 島津健太郎（日语：島津健太郎）
- 鍛治直人（日语：鍛治直人）
- 日比大介
- 西原誠吾（日语：西原誠吾）
- 平原哲（日语：平原テツ）
- 中野順一朗（日语：中野順一朗）
- 村上新悟（日语：村上新悟）
- 真田幹也（日语：真田幹也）
- 粕谷吉洋
- 細川洋平
- 吉田亮
- 森優作（日语：森優作）
- 井上雄太（日语：井上雄太）
- 宮崎翔太（日语：宮崎翔太）
- TERU（演員）（日语：TERU_(俳優)）
- 村本明久
- 宮田佳典
- 伊藤竜也
- 巖合智史（日语：イワゴウサトシ）
- 西泰平
- 荒木貴裕（演員）（日语：荒木貴裕_(俳優)）
- 山中良弘（日语：山中良弘）
- 長谷川直紀
- 志賀龍美
- 豊田温大
- 岡崎奈々
- 稲田恵司
- 有澤雪（日语：有沢雪）
- 杉原枝利香
- 堀田祥子（日语：堀田祥子）
- 本多陽登
- 細井鼓太（日语：細井鼓太）
- 大山蓮斗（日语：大山蓮斗）
- 寺内勇貴
- 下澤実礼
- 生沼佳恋
- 加藤千尚
- 中村尚輝
- 中澤功
- 米元信太郎
- 白石和彌[34]
- 福田伸之
- 多賀航太
- 本澤雄太
- 菊池大輝
- 池内偉剛
- 海老澤英紀
- 平山亨
- 小池剛太郎
- しいたけを
- 大曾根亮
- 舞名圭
- 大友和彦
- 藤山ユウキ
- 駒水健
- 宮本憲治
- 藤谷聖徳
- 井手尾敦
- 酒井光男
- 岩瀬晃太
- 田邉健太
- 小野寺達哉
- 小野田せっかく
- 阿部太一
- 齊藤憲良
- 藤原政彦
- 常名泰司
- 長戸浩二
- 内藤信幸
- 古田裕之
- 湯田宗登（日语：湯田宗登）

## 禍威獸（敵性大型生物）
日本各地出沒的超自然現象巨大生物，因被政府認定為與人類敵對而命名「禍威獸」（敵性大型生物），每隻個體都有自己的攻擊能力、體型和機能，且由於某種原因只出現在日本。依據梅菲拉斯在劇中的對話，揭示出禍威獸實為在地球上意圖引出超人力霸王而喚醒的生化武器。
哥美斯（ゴメス）
巨大不明生物，原为《奥特Q》第1集所登场的怪兽。片中造型沿襲原作以哥吉拉道具服改造的典故，以《正宗哥吉拉》所使用的哥吉拉CG模組為藍本修飾。
劇情開頭和原作一樣，於隧道工地中甦醒，但不同於原作中與遠古天敵利特拉（リトラ）對戰後同歸於盡的下場，本作中是被日本自衛隊所剿滅。
猛犸花（マンモスフラワー）
巨大不明生物第2号，原为《奥特Q》第4集所登场的怪兽。
和原作一樣於一棟大樓迅速增長，並大肆散播有毒的花粉，最後被官民學三方合作找出其弱點，以二氧化碳及火燒兩面夾攻下枯萎。
贝吉拉（ペギラ）
巨大不明生物第3号，原为《奥特Q》第5集所登场的怪兽。
在東京噴射出大量急凍氣息（本片未提及，但可能和原著一樣無法在熱氣帶區域生存），令經濟和都市運作癱瘓，最後被一名女性生物學者找出與其抗衡的化學武器剿滅。
飞翔祸威兽 拉尔蓋尤斯（ラルゲユウス）
敵對大型生物第4号，原为《奥特Q》第12集所登场的怪兽。
後來飛離而下落不明，是唯一沒有被自衛隊、禍特對以及後來出現的超人力霸王消滅的禍威獸，防衛省推測擁有隱身功能，於此案例發生後，包含先前出現的禍威獸案例在內，促成了禍特對的成立。
溶解禍威獸 凯格尔（カイゲル）
敵對大型生物第5號，為《奥特Q》第24集所登場的怪獸哥卡（ゴーガ）的原案名稱。
被首度出動的禍特對與自衛隊合作剿滅，使禍特對大受讚揚。
放射性物物质捕食禍威獸 帕格斯（パゴス）
敵對大型生物第6号，原为《奥特Q》第18集所登场的怪兽。
具備和原作不同如頭骨般的面貌，掠食放射性物質的巨獸，被禍特對以未知途徑急凍化剿滅。
内隆剛（ネロンガ）
禍威獸第7号。
能夠在頭上三角凝聚時發出強大電流，採食電力的禍威獸。初登場時企圖在電力廠吸收內部電流，但禍特對將電力切斷激怒了內隆嘎，使其前往電力廠附近城鎮大肆破壞。
使用強大電流破壞了自衛隊發射的所有飛彈，正當束手無策時，被突然現身的超人力霸王震飛並以胸口擋下電流後，因畏懼而試圖以隱身藏匿山中，最後被其以光波熱線擊爆（含藏身的山區也一併遭到破壞）身亡。
加勃拉（ガボラ）
禍威獸第8号。
外觀與巴格斯和內隆嘎相似，與前者頭骨面孔的禍威獸。具備能鑽地的開合式皮甲，同時也能當作防禦保護自身頭部。
在覓食含有鈾元素的物質時遇到和神永融合後的超人力霸王，與其對決後被一拳擊中頭部後驅除，為防止放射性物質洩漏到地球，身體被超人力霸王帶往宇宙。

### 天体鎮壓用最终兵器
傑顿
本作登场的天体鎮壓用最终兵器，与原作中的怪兽兵器定位类似，但只有光之星的使者才有使用权限。在劇中被佐非帶來用以肃清地球（涵括整個太陽系在內），但因超人力霸王將貝塔系統的基礎理論分享給禍特對後，由禍特對研究出擊敗傑頓的方法。然而付出的代價則是超人力霸王為了守護人類而犧牲自己，連同傑頓一起被吸進蟲洞的異次元空間之中。

## 工作人员
- 企劃、編劇、製片、總宣傳監修：庵野秀明
- 導演：樋口真嗣
- 準導演：尾上克郎（日语：尾上克郎）[35]
- 副導演：轟木一騎
- 導演補：摩砂雪
- 助理導演：中山權正
- 超人力霸王、禍威獸、外星人原始造型設計：成田亨
- 設計協力：Eternal Universe、成田流里
- 概念設計：庵野秀明
- 片名標準字設計：庵野秀明、小林浩康
- 造型設計：前田真宏、山下育人、竹谷隆之（日语：竹谷隆之）
- 超人力霸王雛型3D列印：織田隆治
- 超人力霸王第2號雛型上色：原口智生
- 超人力霸王CG原型模特兒：古谷敏
- 超人力霸王動態擷取演出：古谷敏[註 31]、庵野秀明[註 32]
- 動態擷取演出：熊本周平、出口正義、松岡航平、坂井良平、荒川真、後藤健、関田安明
- 音樂：宮內國郎（引用原作配樂部分）、鷺巢詩郎[36]
- 製作：塚越隆行、市川南（日语：市川南）、庵野秀明
- 共同製作 ：松岡宏泰（日语：松岡宏泰）、緒方智幸、永竹正幸
- 执行制片人：臼井央、黒澤桂
- 制片人：和田倉和利、青木竹彦、西野智也、川島正規
- 美術：林田裕至（日语：林田裕至）、佐久嶋依里
- CGI美術指導：小林浩康
- 摄影：市川修、铃木啓造、尾上克郎、摩砂雪、轟木一騎、樋口真嗣、庵野秀明、上田倫人
- 燈光：吉角莊介
- 剪輯：栗原洋平、庵野秀明
- 视觉特效總監：佐藤敦紀（日语：佐藤敦紀）
- 后期制作总监：上田伦人
- 动画總監：熊本周平
- 光学作画：飯塚定雄（日语：飯塚定雄）[註 33]
- 製作公司（「新·奥特曼」製作委員會）：圓谷製作（高橋良太・庄司和宏・秋田光康・田中陽介）、東寶（上田太地・江見威彦・稲垣優・鎌田周平・尾村明洋）、Khara（緒方智幸・川島正規・三好寛）
- 製片經理公司：東寶電影、Cine Bazar
- 發行：東寶

## 製作

### 開發
《新·超人力霸王》于2019年8月首次正式宣布，最初的参与者是庵野秀明、樋口真嗣和前三位演员。 其余的演员于同年9月公布。樋口真嗣评论“在我还小时，有一根接力棒一直被托付给我，一直在闪闪发光。现在我将郑重地努力履行自己的责任，把前辈们创造的那根沉甸甸、光芒四射的接力棒传递下去。”
上映日期于2020年11月宣布，将于2021年夏天首映。 电影预告片和官方海报于2021年1月底发布。
2021年3月26日，以2019冠狀病毒病疫情影响制作進度为由，上映日自原本预定的2021年初夏开始延後。

### 过程
《新·超人力霸王》剧本审稿于2019年2月5日脱稿，同年8月1日作为超人力霸王系列的新电影公开制作，主要工作人员及演员阵容同时公开，公布电影由庵野秀明企划和编剧、樋口真嗣执导，这是两人继《正宗哥吉拉》后再度合作。庵野在同一时期制作了《新·福音战士剧场版:||》，该作完成后宣布预定加入樋口真嗣率领的樋口团队组进行合流、正式参与制作。
开始拍摄的时间没有发布；为了2019年秋季的群众演员拍摄，同年8月20日开始招募群众演员，并于11月23日在“第二届热海怪兽电影节”上发表了拍摄已经结束的消息，进入后期制作。
2019年12月14日《TSUBURAYA CONVENTION 2019》的开幕仪式上，饰演主角的斋藤工和担任导演的樋口真嗣登上了舞台，发表了本作品奥特曼的设计和片名標準字，设计概念源于超人力霸王原始設計者成田亨的油畫作品《真实與正义与美的化身》。在台上斋藤披露了父亲曾经在《超人力霸王太郎》（东北新社）现场工作（擔任爆破人員）的事，再加上“我没想到我人生中还有机会变成超人力霸王。我一直以來都只是做‘壁咚’之類的人，所以能够成为超人力霸王，简直就像做梦一般”，樋口在展示了本作品的超人力霸王雏形人物模型分别表明了“我想做一部觸動每一個奥特曼世代的作品”的意思。同样，庵野秀明在学习电影制作的时期也曾執導过自己的同人影片版《归来的超人力霸王》
。2020年2月9日在“Wonder Festival2020冬”的开幕仪式上，他也发表了，圆谷展台展出了本作品中奥特曼的验证用雏形“第一号雏形”“第二号雏形”的实物。
2020年11月3日公布了公映时间为2021年初夏的消息，同日开馆的须贺川特摄档案中心的开馆仪式上还公布了立像。
2021年1月29日，除了有登场人物、奥特曼和怪兽登场的特报影像外，还公开了同时记录了变身物品和宣传文案的特别视觉图。
2021年12月13日《TSUBURAYA CONVENTION 2021》節目中，公布正式上映日期為2022年5月13日的消息。
2022年3月17日，發布了全新海報，製作人員名單也同時發布。2022年4月15日，全新的特报影像公布，揭示超人力霸王所面對的巨型未知生物專有名詞“禍威獸”（與「怪獸」的日文為同音），以及在片中稱之為“外星人”（即指異星人）的存在。

### 设计
本作品的奥特曼的设计理念，以初代奥特曼设计者成田亨1983年的油畫畫作《真实與正义与美的化身》为基础，试图回归當年成田和造型師佐佐木明兩人的原创设计，废弃了彩色计时器、眼睛的窥孔，還有為了裝上穿脫皮套用拉链所加的背鳍。
2018年10月3日，庵野秀明以當年的超人力霸王飾演者古谷敏为原型，制作了第一个概念图。修长的手脚和瘦削的體型，充分反映出古谷敏的體態，增强了外星人的气质。对原英雄的重新设计是基于庵野秀明想还原成田的原初设计概念，甚至特地前來拜訪成田之子成田浬以取得许可。
为了纪念圆谷英二的出生地，在福岛县须贺川市展出了重新设计的奥特曼擺出宇宙元素光线發射姿势的雕像。

### 拍摄制作
本片中登场的怪物内隆嘎和加勃拉，在1966年的《奥特曼》中是以同款戲服改製而成，但本作中制作团队也计划减少制作CG的时间和成本，因此在設計時也加入了共通點。同样的，基於《超異象之謎》中的哥美斯戲服，是由1964年版哥吉拉戲服改造的典故，在本片中哥美斯的建模亦根據《正宗哥吉拉》中的CG模組修改。与透过扫描等比例雕塑创建3DCG模組的《正宗哥吉拉》不同，本作是由设计师绘制的平面设计图像来转製CG模組。
本作采用了《正宗哥吉拉》中的拍摄技术，3D扫描技术使用无人机，而广角镜头则借助iPhone。在实际拍摄中，有数十部iPhone和多台相机拍摄的大量片段（攝影者甚至包括片中演員）被记录在iPad上并上传到云端分享。此外，据说导演樋口本人也拍了一张自己的照片。

## 主題
《About Unseen Japan》的諾亞·奧斯科夫認為，這部電影像其前身《正宗哥斯拉》一樣批評了日本軟弱的政府官僚機構，這是「對毀滅性的政府無所作為和僵局的沉思，特別是對毀滅性的東日本大震災和隨後對於福岛第一核电站事故的悲慘隱喻。在《螢幕周刊》的評論中，提姆·葛瑞爾森（Tim Grierson）寫道，這部電影包含「人類在宇宙中的地位的一點評論，以及我們是否已經證明自己值得作為一個物種繼續存在」。並補充說道：「這種資訊並不總是優雅地執行，但就像這麼多電影中，它以如此熱情的真誠呈現，讓人難以抗拒。世界有時是一個可怕的、驚悚的地方，但《新·超人力霸王》卻證明一點點正派仍然可以走更遙遠的路。」 。
樋口真嗣在2022年對Nerdist表示「該片不包含前作同樣的「強調官僚主義」、「政治」等。因為“如果我們只是做同樣的事情的話，那是毫無意義的。」 相反，樋口解釋說，劇組希望這部電影描繪「人類和日本政府將如何處理《超人力霸王》中所描繪的外星人和怪物」。

## 评价
《新·超人力霸王》于2021年1月29日公開特报短片时，在日本的推特上成为热门话题，在日本国外，好萊塢电影导演吉勒摩·戴托羅和乔丹·沃格特-罗伯兹纷纷发表对影片的兴奋和赞美的评论。同年8月12日，电影导演詹姆斯·岡恩在與樋口的遠端對話中，也發表对於本次作品表示期待的消息。 

### 日本
《新·超人力霸王》在日本獲得了各種好評。2022年5月16日，在線雜誌《FILMAGA》將這部作品列為當日在日本上映的所有日本電影中的第4位，在電影評論網站Filmarks和Movie.com上，基於1056條評論的平均評分，《新·超人力霸王》獲得為3.5分（滿分 5 分）以及的4分（滿分5分）的成績。

### 海外
《日本時報》的麥特·施瑞（Matt Shree）將《新·超人力霸王》評為3.5 分（滿分5分），並認為「它很有趣，但它缺乏前作（《正宗哥吉拉》）的衝擊力和劇情深度。《正宗哥吉拉》不僅是著名系列的懷舊重啟，也是批判日本官僚主義、軍事能力局限和東日本大震災創傷的一種手段。而《新·超人力霸王》對於角色的運用並未用來描繪前述日本社會的議題，似乎較對舊玩具更感興趣。」。
《動畫新聞網》的李察·艾森貝斯（Richard Eisenbase）將這部電影描述為「一部完全易於觀看的電影，但遠非傑作。很明顯賦予創作者的創作自由使這部電影成為最好和最差的作品。顯然《新·超人力霸王》和原著一樣更適合電視劇而非以電影形式播映，最終更因此矯枉過正，給出較為不盡人意的電影，但作為半個世紀前給《超人力霸王》的情書，及製作出類似的特攝節目。這是一個懷舊的景象能夠顯示為什麼這個系列仍然受歡迎。更令新觀眾很容易理解「超人力霸王」是什麼。」
《Crunchyroll》的艾莉西亞·海迪克（Alicia Haddick）將這部電影描述為：「一個創造性的奇觀，為好萊塢樹立了為新一代復興經典角色的榜樣。 」
《Unseen Japan》的諾亞·奧斯柯（Noah Osko）將本作描述為：「將《超人力霸王》改編為現代風格的華麗且有趣的作品。與巨大怪獸的戰鬥雖然有影響，但與《正宗哥吉拉》不同的是，電影沒有感受到巨獸的存在所帶來真正生存的危險。整部電影也是如此。除了少數提到政府官僚機構的弱點外，《新·超人力霸王》基本上都是在不動腦筋的情況下度過一段懷舊而有趣的時光。」。

## 票房
《新·超人力霸王》在2022年5月13日在日本上映後，首周末票房約為9億9341萬日圓，觀影人口初估約64萬人，獲得當周末票房冠軍，次周末蟬聯冠軍，累計票房為26.93億日圓。觀影人口累計約143萬人。至2022年9月下旬票房則突破44億日圓，最終票房以44.4億日圓坐收。
同時票房成績超越了於2008年上映的《大決戰!超人8兄弟》，成為超人力霸王系列歷史上商業層面最為成功的電影。
| 上一届： 《名偵探柯南：萬聖節的新娘》 | 2022年日本週末票房冠军 第20−21週 | 下一届： 《捍衛戰士：獨行俠》 |
| 上一届： 《航海王劇場版：紅髮歌姬》   | 2022年台北週末票房冠軍 第38週    | 下一届： 《阿凡達》           |

## 獎項紀錄
| 頒獎禮                 | 日期            | 獎項                       | 名單                  | 結果   |
| 2022                   | 2022            | 2022                       | 2022                  | 2022   |
| ---------------------- | --------------- | -------------------------- | --------------------- | ------ |
| 紐沙特奇幻影展         | 2022年7月1至9日 | Asian Competition          | 新·超人力霸王         | 提名   |
| 第16屆金毛獎           | 2022年12月1日   | 卓越/銀獎                  | 新·超人力霸王         | 獲獎   |
| 第35屆日刊體育電影大獎 | 2022年12月28日  | 石原裕次郎賞               | 新·超人力霸王         | 提名   |
| 2023                   |                 |                            |                       |        |
| 第77屆每日電影獎       | 2023年1月19日   | 最佳男配角獎               | 山本耕史              | 提名   |
| 第46屆日本電影學院獎   | 2023年3月10日   | 最佳作品賞                 | 新·超人力霸王         | 優秀賞 |
| 第46屆日本電影學院獎   | 2023年3月10日   | 最佳監督賞                 | 樋口真嗣（導演）      | 優秀賞 |
| 第46屆日本電影學院獎   | 2023年3月10日   | 最佳新人演員賞             | 有岡大貴              | 授予   |
| 第46屆日本電影學院獎   | 2023年3月10日   | 最佳攝影                   | 市川修 / 鈴木啓造     | 獲獎   |
| 第46屆日本電影學院獎   | 2023年3月10日   | 最佳剪輯                   | 栗原洋平/ 庵野秀明    | 優秀賞 |
| 第46屆日本電影學院獎   | 2023年3月10日   | 最佳燈光                   | 吉角莊介              | 獲獎   |
| 第46屆日本電影學院獎   | 2023年3月10日   | 最佳美術                   | 林田裕至 / 佐久嶋依里 | 獲獎   |
| 第46屆日本電影學院獎   | 2023年3月10日   | 最佳錄音                   | 田中博信 / 山田陽     | 優秀賞 |
| 第16屆亞洲電影大獎     | 2023年3月12日   | 最佳視覺效果               | 佐藤敦紀              | 提名   |
| 電影旬報十佳獎         | 2023年          | 讀者票選十佳獎（日本電影） | 新·超人力霸王         | 第8名  |
| VFX-JAPAN獎            | 2023年3月6日    | 院線真人電影類別           | 新·超人力霸王         | 獲獎   |

## 音樂
除了以下音樂，還使用了《新世紀福音戰士》系列和《正宗哥吉拉》中的候選歌曲中未使用的音樂。
| 曲序     | 曲目                                                                          | 作曲     | 时长    |
| -------- | ----------------------------------------------------------------------------- | -------- | ------- |
| 1.       | Main Title/超人力霸王 OP (Q・M-1T2 + Title T5)（ Mein Taitoru Urutoraman OP） | 宮内國郎 | 0:15    |
| 2.       | Main Title B（ Mein Taitoru Taitoru B）                                       | 宮內國郎 | 0:06    |
| 3.       | 超異象之謎 Theme III (M-2T2)（ Urutora Kyū Tēma Ⅲ）                           | 宮內國郎 | 1:12    |
| 4.       | Two Deadly Giant Monsters Battle (M6)（ Shitō ni Daikaijū）                   | 宮內國郎 | 0:45    |
| 5.       | Ragon's Revenge (B3A)（ Ragon no Fuku Kasane）                                | 宮內國郎 | 0:54    |
| 6.       | The Raid of Red King (B1)（ Reddo Kingu no Shūgeki）                          | 宮內國郎 | 1:07    |
| 7.       | Lightning Strikes (by the London Orchestra) (A1)（ Denkōsekka no Ichigeki）   | 宮內國郎 | 1:19    |
| 8.       | The End of Bullton (M2)（ Buruton no Saigo）                                  | 宮內國郎 | 0:51    |
| 9.       | Early Morning from London                                                     | 鷺巢詩郎 | 3:27    |
| 10.      | Break down the Buddy                                                          | 鷺巢詩郎 | 1:22    |
| 11.      | Science Special Search Party（ Kagaku Tokusō-tai）                            | 宮內國郎 | 2:07    |
| 12.      | The Ferocity of the Red Monster (L8)（ Akai Kaijū no Mōi）                    | 宮內國郎 | 0:44    |
| 13.      | The Invisible Enemy (L10)（ Miena i teki）                                    | 宮內國郎 | 0:40    |
| 14.      | Crisis (B2)（ Kiki）                                                          | 宮內國郎 | 0:48    |
| 15.      | Fight (by the London Orchestra)（ Tatakai）                                   | 宮內國郎 | 1:53    |
| 16.      | Sortie (M4T2)（ Shutsugeki）                                                  | 宮內國郎 | 1:06    |
| 17.      | Visitors (L9)（ Raihō-sha）                                                   | 宮內國郎 | 0:36    |
| 18.      | The New Weapon (L4)（ Shin heiki）                                            | 宮內國郎 | 0:41    |
| 19.      | The Devil's True Identity (K5)（ Akuma no Shōtai）                            | 宮內國郎 | 0:10    |
| 20.      | Rapid Advance (L5)（ Kyūsoku Hasshin）                                        | 宮內國郎 | 0:36    |
| 21.      | Kemular Appears (K1)（ Kemurā Shutsugen）                                     | 宮內國郎 | 0:23    |
| 22.      | Ominous Premonition (C3)（ Fukitsuna Yokan）                                  | 宮內國郎 | 1:16    |
| 23.      | Alien Baltan (C1)（ Barutan Seijin）                                          | 宮內國郎 | 0:36    |
| 24.      | Ultraman the Destroyer (EXTRA1)（ Hakai-sha Urutoraman）                      | 宮內國郎 | 0:50    |
| 25.      | Mysterious Group of Saucers (M7)（ Nazo no Enban-gun）                        | 宮內國郎 | 0:40    |
| 26.      | The Group of Saucers Approach (M8)（ Enban-gun Sekkin）                       | 宮內國郎 | 0:39    |
| 27.      | Victory (by the London Orchestra) (M5)（ Shōri）                              | 宮內國郎 | 1:51    |
| 28.      | Aerial Warfare (by the London Orchestra) (A2)（ Kūchū-sen）                   | 宮內國郎 | 1:07    |
| 29.      | L'invasion du silence: quatuor                                                | 鷺巢詩郎 | 2:48    |
| 30.      | Brebis égarée: violon et piano                                                | 鷺巢詩郎 | 1:35    |
| 31.      | Univers réels et irréels                                                      | 鷺巢詩郎 | 2:39    |
| 32.      | An Out of Body State                                                          | 鷺巢詩郎 | 3:38    |
| 33.      | Original Sin                                                                  | 鷺巢詩郎 | 2:31    |
| 34.      | Brebis égarée: alto et piano                                                  | 鷺巢詩郎 | 1:36    |
| 35.      | Is Humanity to die?                                                           | 鷺巢詩郎 | 2:29    |
| 36.      | Samsara: strings                                                              | 鷺巢詩郎 | 0:29    |
| 37.      | The Raid of Red King (by the London Orchestra) (B1)                           | 宮內國郎 | 1:08    |
| 38.      | The End of Bullton (by the London Orchestra) (M2)                             | 宮內國郎 | 0:53    |
| 39.      | Early Morning: tribute to M                                                   | 鷺巢詩郎 | 3:27    |
| 40.      | Break down the Buddy: full version                                            | 鷺巢詩郎 | 2:33    |
| 41.      | Sortie (by the London Orchestra) (M4T2)                                       | 鷺巢詩郎 | 1:06    |
| 42.      | L'invasion du silence: cordes                                                 | 鷺巢詩郎 | 2:30    |
| 43.      | Brebis égarée: piano solo                                                     | 鷺巢詩郎 | 1:33    |
| 44.      | Univers réels et irréels: version complète                                    | 鷺巢詩郎 | 3:35    |
| 45.      | An Out of Body State: full version                                            | 鷺巢詩郎 | 4:41    |
| 46.      | Original Sin: full version                                                    | 鷺巢詩郎 | 3:46    |
| 47.      | Is Humanity to die?: full version                                             | 鷺巢詩郎 | 3:28    |
| 48.      | Alien Mefilas: the riff segue                                                 | 鷺巢詩郎 | 6:18    |
| 总时长： | 总时长：                                                                      | 总时长： | 1:20:44 |

### 主題曲
「Ｍ八七」（Sony Music Labels）
作詞、作曲、演唱：米津玄師
編曲：米津玄師、坂東祐大
在這部作品中，由於超人力霸王的出生地並沒有明確提及，因此米津最初交歌時所給的曲名為「M78」。因為在1966年原作版《超人力霸王》播出劇本中所提及的「M87星雲」，因印刷錯誤而在正片中將錯就錯，更改為現在的「M78星雲」，米津在得知此典故之後也同意更改，變成了現在的定案曲名「Ｍ八七」。
CD封套插圖並由米津玄師本人繪製。

### 劇中曲
「小鳥」
作詞：山口洋子
作曲：筒美京平
編曲：ボブ佐久間
演唱：五木宏
原為東寶1974年電視劇《日本沉沒》的劇中插曲之一，本片中用於梅菲拉斯與神永新二在小酒館中交談的場景。

## 其他媒體

### 新·超級格鬥
2022年5月14 日至7月4日，圓谷製作在Tsuburaya Productions的流媒體服務Tsuburaya Imagination上播放了名為《新·超級格鬥》（シン・ウルトラファイト，Shin Urutora Faito）的衍生迷你劇。由《新·奥特曼》導演樋口真嗣執導該系列，而電影的編劇、組織者和製片人庵野秀明負責企劃。Cine Bazar、Tsuburaya Productions、東寶和Khara共同製作了該系列，其中包括3集重新利用鏡頭，包括來自《新·奥特曼》和Studio Bros、Modeling Bros 和白組製作的7集以3D數位動畫為特色的作品。
《新·超級格鬥》受1970年特攝電視節目《超級格鬥》的啟發，該系列試圖藉由拍攝無劇本的劇集、使用未經校正的動態擷取演出，以及將戰鬥設置於數位生成的背景環境中，複製原始節目的型態並重新詮釋。
| 集數 | 標題                                                                          | 導演       | 旁白     | 首播日期      |
| ---- | ----------------------------------------------------------------------------- | ---------- | -------- | ------------- |
| 1    | Neronga Comes and Goes 轉寫：内隆嘎 神出鬼没                        | 樋口真嗣   | 山寺宏一 | 2022年5月14日 |
| 2    | A Death Blow to Gabora 轉寫：加勃拉 死亡的正拳突擊                  | 樋口真嗣   | 山寺宏一 | 2022年5月14日 |
| 3    | Beware! Mefilas' Trap 轉寫：當心！梅菲拉斯的陷阱                    | 樋口真嗣   | 山寺宏一 | 2022年5月19日 |
| 4    | Gather! Duelists of the Canyon 轉寫：集合！大峽谷中的決鬥者         | 中川和博   | 山寺宏一 | 2022年5月30日 |
| 5    | The Flashing Match Behind Closed Doors 轉寫：閃光的無觀眾比賽       | 中山權正   | 山寺宏一 | 2022年6月6日  |
| 6    | Is the Planet Burning? 轉寫：行星會燃燒嗎？                         | 上田倫人   | 山寺宏一 | 2022年7月4日  |
| 7    | The 6-Dimensional Scoundrel 轉寫：6次元無賴                         | 小串遼太郎 | 山寺宏一 | 2022年7月4日  |
| 0    | Fi-Fi-Fight of White Sand and Green Pines 轉寫：白沙青松 修羅修修修 | 大庭功睦   | 山寺宏一 | 2022年7月4日  |
| 8    | Zetton the Chariot of Fire 轉寫：傑頓 火之車                        | 樋口真嗣   | 山寺宏一 | 2022年7月4日  |
| 9    | Requiem of the Roaring Waves 轉寫：海潮的安魂曲                     | 大庭功睦   | 山寺宏一 | 2022年7月4日  |

## 注解
1. ↑  根据如下综合影评:[23][24][25][26]

1. ↑  依照「新·日本英雄宇宙」系列電影上映次序。

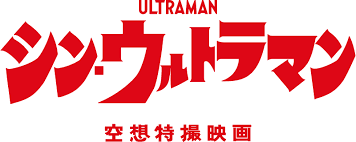
新奥特曼片名標準字

2. ↑  依照「新·日本英雄宇宙」系列電影上映次序。
3. ↑  在特摄《奥特曼》中，开头标题下标有：空想特摄系列（日语：
4. ↑  原句为：，而在《奥特曼》第39集中佐菲对奥特曼说：奥特曼，你就这么喜欢地球人吗?[17]
5. ↑  原句为：
6. ↑  曾於《正宗哥吉拉》飾演池田（自衛隊戰車第1中隊長）。
7. ↑  事實上是超人力霸王使用了神永的身份於地球活動，其身體於樹林中保存，不過兩人可以心靈溝通。
8. ↑  原台詞引自《超人力霸王》33集中，美菲拉斯對早田進/超人力霸王的質問。
9. ↑  曾於2000年OV劇集《超人力霸王雷歐斯》飾演港權八隊長，以及在《正宗哥吉拉》飾演片山（臨時外務大臣）。
10. ↑  曾於《正宗哥吉拉》片中，飾演内閣総理大臣輔佐官赤坂秀樹一角。
11. ↑  曾於2004年電視劇集《超人力霸王納克斯》飾演松永要一郎管理官，及參演多部超人力霸王系列作品。
12. ↑  曾於2001年劇集《超人力霸王高斯》飾演三矢，此次是第二次參與奥特曼系列。此外也曾於《正宗哥吉拉》飾演安田龍彥（文部科學省研究振興局基礎研究振興課課長）。
13. ↑  与原作不同，初登场时几乎通体全银，臉部亦採用原作中最早登場的「A版」造形，与神永新二融合之后身體纹理才变为红色，臉部也變為原作中最終出現的「C版」造形。
14. ↑  「ULTRAMAN」此一名詞在本片中，是於淺見弘子提出的報告中所命名，政府在之後採用並定為官方名稱。而名稱中的「ULTRA」則帶有「最重要機密案件」的意義。
15. ↑  「Lippia」原指「過江藤」這種植物，花語有「誠實」、「羈絆（情感上）」以及「思念我（情感上）」之意。過江藤原本是會嚴重影響生態系的外來植物品種，但運用在園藝方面，卻也可遏止雜草叢生。將此名稱用於本片中，或有隱喻身為外來種族的超人力霸王出現，對地球所造成的正負面影響。
16. ↑  片中情節內曾透過札拉布口中出現此敘述。
17. ↑  不同於原作初登場時沒有任何服裝，札拉布於本作登場時戴上一頂大帽、黑披風以及一對手套；直至和神永單獨交談時才露出原來樣貌，背後部分為空心，如同凹陷的紙片人也與原作不同，其如章魚的嘴巴只有在說話時才可見，這是還原原設計師成田亨對札拉布最初的概念。
18. ↑  與原作相同，自稱消滅具有文明的星球為自己的天職。
19. ↑  但片中所出現的假奥特曼，造型不同於原作版中与超人力霸王本尊的眼部、脚掌差距甚大，而是外觀與本尊幾乎完全相同，差異點僅在雙眼为六角形，且相對位置略高並較小。
20. ↑  碰到不如己意之事時，則會說「這句話跟我不合」（私の苦手な言葉です）。
21. ↑  同時也揭發禍威獸是藉人類對大自然破壞留下的產物，自己再加以強化的生化武器，目的是為了引出身為地球觀察員的超人力霸王，不排除曾與扎拉布事前聯手遊說超人力霸王。
22. ↑  在本片中由前田真宏所設計的梅菲拉斯造型裡，將原作中的藍眼睛改為線條型，銀色部位也轉移至手肘關節與背面，身型比原作更為瘦長，此外還有如大鋼爪，長了十根手指的手掌。
23. ↑  傑克的拍攝用面具，是以1966年版《超人力霸王》完結篇中佐非的面具修改後沿用。
24. ↑  頭冠的黑色設定引用自原作版完結篇中登場的佐非造型，體色則是引自成田亨於1989年設計的「超人力霸王神變（ウルトラマン神変）」的黑金配色。
25. ↑  佐非於本作取代原作傑頓星人召喚傑頓的概念，是源於1966年一間新報社公司錯誤放出其為召喚傑頓幕後黑手的消息，名稱也以片假名寫成「ゾーフィ」，非官方指定的「ゾフィー」。
26. ↑  致敬《超異象之謎》中，主角之一江戶川由利子找出貝吉拉的弱點。但在本片中所指的女性生物學者，應為後來成為禍特對成員之一的船緣由美。
27. ↑  不過拉爾蓋尤斯可能擁有的，是和原作一樣的縮小功能。
28. ↑  即原作中超人力霸王的必殺技「宇宙元素光線」，但本片中未使用此名稱。然而在使用本片画面素材所剪辑的短片《新•超人格斗》旁白中，則提到了宇宙元素光线的名稱。
29. ↑  洽襲三獸和未於本片登場的魔巨格(マグラー)於原作使用同一皮套。
30. ↑  不同於原作中與超人力霸王體型比例近似的「宇宙恐龍」設定，本片中傑頓的身型比例更為巨大，有如半個地球；此外在頭部光棒中出現很大的空隙，而且沒有任何肢體動作。
31. ↑  相關基本動作，採取以轉錄擷取當年原作影片中的動態方式。但仍有一部分為重新另行擷取古谷敏本人的動作。
32. ↑  以古谷敏的動態擷取資料為藍本，再由庵野仿照其動作擔任動態擷取演員，另外庵野亦擔任一部分假超人力霸王的動態演出。
33. ↑  曾擔任原作版《超人力霸王》劇中宇宙元素光线（スペシウム光線）的光學作畫，並在本作中再度擔任繪製各種相關的光线特效。
34. ↑  原文：A baton has been entrusted to me that has been shining ever since I was small child. I will solemnly strive to fulfill my responsibility to pass on that heavy, radiant baton created by my seniors.
35. ↑  原文为：
36. ↑  「奥特曼世代」指不同年齡層的觀眾。不同年齡層會接觸到不同的《奥特曼》作品。
37. ↑  原文为：